# ريان هيلير
ريان هيلير (بالإنجليزية: Ryan Hillier)‏ هو لاعب كرة قدم بريطاني في مركز الهجوم، ولد في 2003 في نيوبورت في المملكة المتحدة. لعب مع نيوبورت كونتي.

## وصلات خارجية
- ريان هيلير على موقع قاعدة بيانات كرة القدم.إي يو (الإنجليزية)
- ريان هيلير على موقع Soccerbase.com (لاعب) (الإنجليزية)